# ضیاءالحق ناوی
ضیاءالحق ناوی (۱۲۹۳ یا ۱۲۹۶ – ۱۳۶۲) پزشک، شاعر، و نمایندهٔ سبزوار در بیست و سومین دورهٔ مجلس شورای ملی ایران بود.
ضیاءالحق فرزند محمداسماعیل در سبزوار متولد شد و تحصیلات ابتدایی را همان‌جا سپری کرد. دبیرستان را در مشهد گذراند و دیپلم علمی‌اش را در تهران گرفت. در ۱۳۱۶ وارد دانشکدهٔ پزشکی تهران شد و دکترایش را در رشتهٔ پزشکی اخذ کرد. سپس برای اخذ مدرک تخصصی چشم‌پزشکی به پاریس رفت. خدمات اداری‌اش از ریاست ادارهٔ بهداری سبزوار آغاز شد و به سمت‌های ریاست بهداری استان دوم، ریاست درمانگاه اشرف پهلوی، رئیس تبلیغات وزارت بهداری، مدیرکل روابط اجتماعی وزارت بهداری، بازرس فنی، مدیرکل وزارت بهداری، و رئیس گروه صنفی نظام پزشکی ایران نیز نائل آمد.
پس از بازنشستگی از وزارت بهداری، در انتخابات مجلس ایران (۱۳۵۰)، از مجموع ۲۲٬۴۳۳ رأی مأخوذه در حوزهٔ انتخابیهٔ سبزوار، با کسب ۱۷٬۲۴۵ رأی به عنوان نمایندهٔ دوم حوزه انتخاب شد. او عضو حزب ایران نوین بود. در ۱۳۵۳ حین نمایندگی به دلیل ابتلا به دیابت در بیمارستان سنترال آمریکا بستری شد و به همین خاطر یک پایش را از دست داد و قوهٔ بینایی‌اش نیز ضعیف شد.
او با زبان‌های عربی و فرانسه آشنا بود و به فارسی نزدیک به ۲۰ هزار بیت سرود که در کتاب ارمغان نوروز چاپ شده‌اند. در شعر «ناوی» تخلص می‌کرد. در ذیل ابیاتی از فکاهی طنزگونهٔ «غزل پزشکی» اثر ناوی آمده‌است:
| ای که صدها چو منِ دلشده، شیدا داری   |  | گر دلی شاد کنی، پیش خدا جا داری    |
| کوفت و سوزاک و بواسیر، خَنازیر و جَرَب |  | آنچه خوبان همه دارند، تو تنها داری |
| دستْ افلیج و کمرْ خشک و دو پا بی‌حرکت  |  | بنِشین دور تو گردم که تماشا داری    |
| حاجتی نیست به ماتیک و به روژ و کِرِمت |  | تو که بر چهره پر آبله سودا داری…   |
| دست‌بردار نباشد ز تو ناوی هرگز       |  | گرچه داند که دل از آهن و خارا داری |

ناوی در ۱۳۶۲ درگذشت.